# 愛媛大学附属高等学校
国立大学法人愛媛大学附属高等学校（えひめだいがくふぞくこうとうがっこう、英: Ehime University Senior High School）は、愛媛県松山市樽味に所在する国立高等学校。
愛媛大学の附属学校で、愛媛大学教育学部附属中学校との連携型中高一貫教育を提供している。四国で唯一の国立高等学校である。

## 概観
本校は2010年3月まで設置されていた愛媛大学農学部附属農業高等学校（1900年「愛媛県農業学校」として創立、愛媛県最古の農学校）が源流となっているが、研究対象を農学・生命科学に限らず、理学・工学・環境学など理数系全般、また人文系にも拡大し、課題発見・解決能力を養成することを目的として、本校への発展的改組が決行され、2008年4月開校した。
前身の愛媛大学農学部附属農業高等学校の施設を引き継いでいる。広大な農地を用いた実践的な教育により、生徒による柑橘類の新品種開発や、ITを駆使した新農法の発明等の実績も残しており、そのような愛媛県最古の農学校としてのフロンティア・スピリット（開拓者精神）を受け継いでいる。
国立高等学校では筑波大学附属坂戸高等学校と共に総合学科を設置している。愛媛大学と高大連携プログラムを実施しており、大学における専門教育の基礎科目を学ぶことができる。
履修系列として、生命科学系列、物質科学系列、教養文化系列、社会文化系列を設けており、この中から選択する。
学力だけでなく、実践型教育を行い、自ら課題を見つけ解決する力を身につけることを目標としている。
2015～2019年度までスーパーグローバルハイスクール (SGH) に指定されており、2020年度よりワールド・ワイド・ラーニング (WWL)研究開発校に指定されている。

## 沿革
（沿革節の主要な出典は公式サイト）
年表
- 1900年（明治33年）4月 - 「愛媛県農業学校」が設立。
- 1918年（大正7年）4月 - 「愛媛県立松山農業学校」と改称。
- 1949年（昭和24年）7月1日 - 「愛媛県立松山農科大学附属農業高等学校」が設立。
- 1956年（昭和31年）4月1日 - 国立移管により、「愛媛大学農学部附属農業高等学校」と改称。生徒定員を50名3学級とする。
- 1976年（昭和51年）4月1日 - 農業土木科と生活科学科の2学科を増設。
- 1995年（平成7年）4月1日 - 農業科、果樹園芸科、農業土木科、生活科学科の4学科を廃止の上、総合学科を新設。
- 2008年（平成20年）4月1日 - 「愛媛大学附属高等学校」に改組。愛媛大学樽味キャンパス内に、第1期生入学。
- 2011年（平成23年）4月1日 - 附属中学校との連携入学開始。
- 2020年（令和2年）4月‐文部科学省WWL（ワールド・ワイド・ラーニング）指定校となる

## 設置学科
- 全日制
  - 総合学科

## 教育理念
「『学びに対する高いモチベーション』『地域を担う意欲』とそれを支える『確かな学力』を育て、『生きる力』を培うこと」
地域の発展を牽引する人材の養成を目指す愛媛大学の理念を承けて、地域とかかわる中で自らの課題を発見しその解決を目指す学びの力を培うことをその教育目標としている。そのため、本校では、大学と協力して行う連携授業や多くの体験プログラムを用意している。
大学における専門科目を高校のうちに基礎固めすることを目的とし、そのため普通科ではなく総合学科を設置している。これにより、飛躍的にカリキュラムの自由度が向上しており、履修する科目の大半を生徒自身が主体的に選び、課題発見・解決型の取り組みを行うことができる。

## 教育課程
1学年120名の少数精鋭による教育を行っている。
「自分の能力を見いだし、学ぶ力を育む高校教育」をキャッチコピーに、多様な高大連携科目・選択科目をカリキュラムに組みこんでいる。
1年次から徐々に発展、充実させていくスパイラルアップ型教育システムを採用している。生徒自身が自らの専攻分野を決め、それに基づいて履修するカリキュラムを構築する。
- 生徒は入学直後より、大学教員による多様な体験プログラムを履修しながら、文理両方の教養教育を受ける。
- 最終学年では、全員が専攻に基づく卒業研究を行う。
- 理学部グローバルCOEプログラムに関する環境教育を附属小・附属中学と同様に重視している。

## 進路
進路については、ほぼ全員が4年制大学を志望し、そのうちの半数以上は、設置大学の愛媛大学または地元の松山大学に進学する。

## 行事
愛媛大学全学部との高大連携授業
- 1年次
  - 基礎科学実験（工学部）
  - キャンパスIT（メディアセンター）
  - 産業社会と人間（全学部）
  - 産業科学基礎（全学部）
- 2年次
  - キャリアプランニング（法文学部人文学科）
  - 応用科学探求（全学部）
  - 環境教育学（全学部）
- 3年次
  - 課題研究（各学部研究室・大学院研究科）
  - フリーサブジェクト（全学部）
  - 人間生活科学探究（医学部看護学科）
- 遠足
- 修学旅行
- 運動会
- 文化祭（愛附祭）
- 映画上映会
- クラスマッチ

## 施設
愛媛大学樽味キャンパス内に所在する。高等学校設備はそのうちの1〜3棟（3〜4階建校舎）、4棟（6階建校舎、エレベーター完備）および運動場、体育館、部室棟、テニスコート。
キャンパス内に立地する大学生協「あぐりん」と学生食堂を利用できる（生徒は原則大学生協に加入）。
高等学校のICカード学生証で電子マネーが利用できる。

## 入学試験
学年定員は120名（内部進学者数を含む）。
- 一般入試、推薦入試に関係なく、合格した場合の入学の確約が出願条件である。
- 出願は全国から可能であり、毎年、県内では北は新居浜市、南は宇和島市などから出願者がいる。なお、公式の寮は存在しない。
  - 学校側では遠方からの入学生に配慮し、始業時刻を近隣の高校より20〜30分程度遅らせ、大学の1限目開始よりも遅く設定している。
- 両入試とも県内の私立高等学校と公立高等学校の中間の日程で行われる。

## 交通
- 伊予鉄バス8番線「愛大農学部前」バス停下車徒歩1分。